# إدوارد راسل آيرتون
إدوارد راسل آيرتون (بالإنجليزية: Edward Russell Ayrton)‏(17 ديسمبر 1882 - 18 مايو 1914)، عالم مصريات وآثار إنجليزي.

## حياته
وُلد إدوارد راسل آيرتون في ووهو، الصين في 17 ديسمبر 1882، والده هو ويليام سكروب آيرتون (1849-1904)، وهو مسؤول قنصلي بريطاني في الصين، وزوجته إلين لويزا ماكلاشي. تصادف ميلاده مع العام الذي تأسست فيه جمعية استكشاف مصر. كانت شقيقته الصغرى هي الناشطة في حركة حقوق المرأة فيليس آيرتون (1884-1975).
تنحدر عائلة آيرتون من يوركشاير، حيث كان أحد أسلاف إدوارد (إدوارد آيرتون [الإنجليزية] 1698-1774)، عمدة مدينة ريبون عام 1760، مما وضع الأساس لشهرة العائلة اللاحقة. وكان ابن العمدة الدكتور إدموند آيرتون (1734-1808)، أحد أبرز عازفي الأورغ وقادة الفرق الموسيقية. أما حفيد العمدة وجد عالم الآثار إدوارد فكان الناقد المسرحي ويليام آيرتون (1777-1858).

تلقى إدوارد آيرتون تعليمه في مدرسة سانت بول بلندن.